# Vodskov
Vodskov es una localidad danesa perteneciente al municipio de Aalborg, en la región de Jutlandia Septentrional.
Tiene 4292 habitantes en 2017. Está considerada una localidad satélite de la ciudad de Aalborg, ya que se ubica muy próxima a Nørresundby.
Se conoce su existencia desde el siglo XVIII, pero se desarrolló en la primera mitad del siglo XX como poblado ferroviario. Tras el cierre de la estación, Vodskov ha pasado a ser el barrio semiurbano más septentrional de la conurbación de Aalborg.
Se ubica en el sureste de la isla de Vendsyssel-Thy, unos 5 km al noreste de los puentes que unen Aalborg con Nørresundby, en la salida de la conurbación de la carretera E45 que lleva a Frederikshavn.